# Улица Алексея Вадатурского
Фале́евская у́лица (укр. Фалєєвська вулиця) — улица в исторической части города Николаева.

## Местоположение
Фалеевская улица — поперечная улица в Городовой части старого Николаева. Проходит от Набережной улицы на севере до Пограничной улицы на юге. Далее она прерывается из-за застройки, появляясь вновь в районе переулка Образцова и доходит до Привокзальной площади.

## История

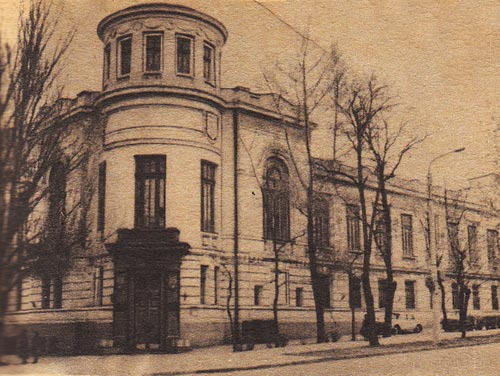
Здание Коммерческого банка, начало XX века

В проекте полицмейстера Павла Фёдорова, не утверждённом военным губернатором Николаева Алексеем Грейгом, улица была названа Интендантской, поскольку проходила мимо дома Яцына — бухгалтера Черноморского флота, служащего интендантства.
В 1835 году полицмейстер Григорий Автономов предложил название Немецкая улица — по лютеранской церкви, находящейся на углу Адмиральской улицы, которую также называли немецкой кирхой, а также потому, что на ней проживали горожане немецкой национальности.
В 1890 году Городская дума к 100-летию города переименовала улицу в Фалеевскую — в память о ближайшем помощнике князя Григория Потёмкина бригадире Михаиле Фалееве, первом строителе Николаева и Адмиралтейства (на этой улице стоял дом Фалеева).
С 1924 года улица носила имя Ленина. В 1960 году имя Ленина перешло Херсонской улице (Центральный проспект), а этой улице вернули историческое название — Фалеевская.

## Здания и памятники
- На углу Адмиральской и Фалеевской улиц находится лютеранская кирха (Церковь Христа-Спасителя).
- На углу Фалеевской и Никольской улиц расположена греческая каменная церковь, построенная в 1817 году.[2]
- Бывшее здание Русского для внешней торговли банка, сооружённое в 1912 году по проекту архитектора Вильгельма Кабиольского в стиле русского классицизма.[2]
- Государственный банк — бывшее здание Коммерческого банка, возведённое в 1907 году в стиле модерн.[2]
- В доме № 17 (бывшем № 7) на пересечении улиц Фалеевской и Адмирала Макарова размещались почтово-телеграфная контора и постоялый двор. В разное время здесь останавливались Виссарион Белинский, Николай Добролюбов, Михаил Щепкин.[2]